# Sân vận động NRG
Sân vận động NRG (tiếng Anh: NRG Stadium; phát âm là Sân vận động N-R-G), trước đây là Sân vận động Reliant, là một sân vận động đa năng ở Houston, Texas, Hoa Kỳ. Sân được xây dựng với chi phí 352 triệu đô la và có sức chứa 72.220 chỗ ngồi. Đây là cơ sở NFL đầu tiên có mái che có thể thu vào.
Sân vận động là sân nhà của Houston Texans của National Football League, Houston Livestock Show and Rodeo, Texas Bowl, nhiều trận đấu của đội tuyển bóng đá quốc gia Hoa Kỳ, các trận giao hữu của đội tuyển bóng đá quốc gia México, nơi El Tri làm chủ nhà, và các sự kiện khác. Sân vận động này từng là nơi tổ chức Super Bowl XXXVIII (2004) và LI (2017), và WrestleMania XXV (2009).
Sân vận động NRG là một phần của tập hợp các địa điểm (bao gồm cả Astrodome), được gọi chung là NRG Park. Toàn bộ khu liên hợp được đặt tên theo NRG Energy theo thỏa thuận quyền đặt tên trị giá 300 triệu đô la Mỹ kéo dài 32 năm vào năm 2000.